# Lilija Achaimova
Lilija Igorevna Achaimova (in russo Лилия Игоревна Ахаимова?; San Pietroburgo, 17 marzo 1997) è un'ex ginnasta russa, campionessa olimpica con la squadra alle Olimpiadi di Tokyo 2020.

## Carriera
Achaimova ha vinto la medaglia d'oro nel concorso a squadre alle Gymnasiadi di Brasilia 2013.
Nel 2017 è stata campionessa nazionale russa al corpo libero e vicecampionessa al volteggio. Sempre lo stesso anno, ha partecipato alle Universiadi di Taipei 2017 guadagnando complessivamente tre medaglie: l'oro nel concorso a squadre, l'argento nel volteggio, e il bronzo al corpo libero.
Ha fatto il suo primo importante debutto internazionale con la nazionale russa in occasione dei campionati europei di Glasgow 2018, contribuendo al titolo vinto nella gara a squadre insieme alle compagne Irina Alekseeva, Angelina Mel'nikova, Ul'jana Perebinosova e Angelina Simakova; da individualista ha inoltre raggiunto la finale del volteggio terminando al quinto posto. Due mesi più tardi ha partecipato anche ai Mondiali di Doha 2018, dove ha ottenuto con la Russia il secondo posto dietro gli Stati Uniti d'America.
Ai Mondiali di Stoccarda 2019 ha vinto una seconda medaglia d'argento con la squadra russa; è terminata in 22ª posizione nel concorso individuale e ha disputato anche le finali del volteggio e del corpo libero, concludendo rispettivamente al settimo e all'ottavo posto.
A giugno 2021 viene scelta per rappresentare la Russia ai Giochi Olimpici, insieme a Angelina Mel'nikova, Viktorija Listunova e Vladislava Urazova.
Il 25 luglio prende parte alle Qualifiche, tramite le quali il Comitato Olimpico Russo (ROC) accede alla finale a squadre al primo posto, mentre individualmente si qualifica al sesto posto per la finale al volteggio.
Il 27 luglio il ROC vince la medaglia d'oro nella finale a squadre, interrompendo il dominio degli Stati Uniti, che erano imbattuti dal 2010.
Il 1º agosto prende parte alla finale al volteggio, dove arriva sesta.

## Onorificenze

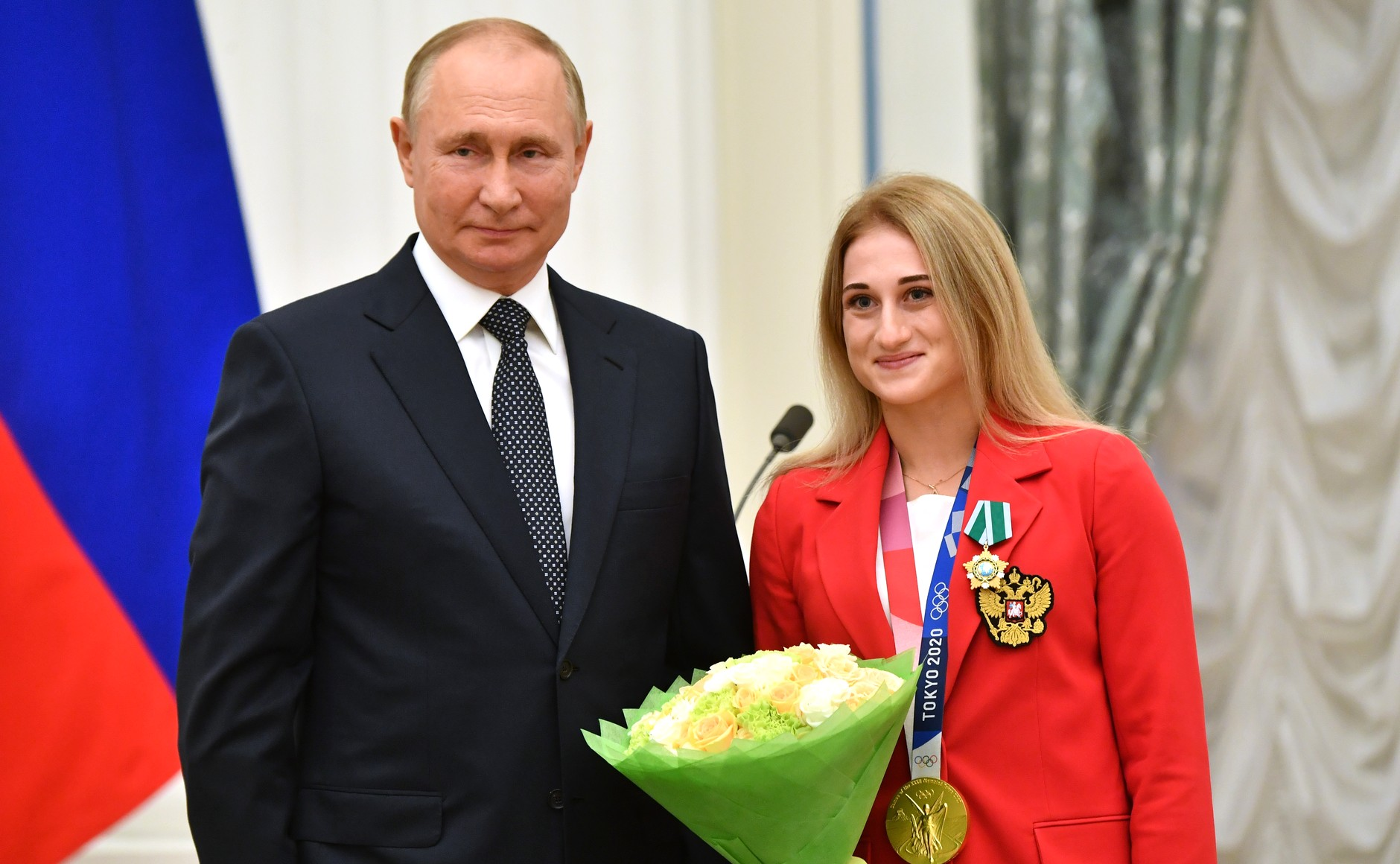
Il presidente russo Vladimir Putin e Lilija Achaimova, alla cerimonia per l'assegnazione dell'Ordine dell'Amicizia, 2021